# Teoria assorbitore-emettitore di Wheeler-Feynman
La teoria assorbitore-emettitore di Wheeler-Feynman, nota anche come teoria dell'azione a distanza di Wheeler e Feynman, è un'interpretazione dell'elettrodinamica che deriva dal presupposto che le soluzioni delle equazioni del campo elettromagnetico devono essere invarianti quando sono sottoposte ad una inversione temporale (t → - t), così come per le equazioni stesse che forniscono tali soluzioni di campo.
Si tratta quindi di una teoria basata sulla simmetria rispetto all'inversione temporale. Infatti non c'è nessuna ragione apparente per la rottura della simmetria rispetto all'inversione temporale che punti a una direzione preferenziale del tempo, cioè che crei una distinzione tra il passato e il futuro.  Una teoria invariante che non cambia quando sottoposta a un'inversione temporale è più logica ed elegante.  Un altro principio fondamentale che risulta da questa interpretazione, e che ricorda il principio di Mach dovuto a Hugo Tetrode, è che le particelle elementari non autointeragiscono. Questo rimuove immediatamente il problema delle autoenergie.
Questa teoria è stata proposta nel 1940 e prende il nome dai suoi creatori, i fisici Richard Feynman e John Archibald Wheeler.

## Risoluzione del problema di un nesso di causalità
T.C. Scott e R. A. Moore hanno dimostrato che l'apparente mancanza di un nesso di causalità suggerita dalla presenza di potenziali avanzati di Liénard-Wiechert (generalizzazione relativistica dei campi elettromagnetici) potrebbe essere rimossa completamente attraverso la riformulazione della teoria in un quadro relativistico elettrodinamico in termini di soli potenziali ritardati, senza le complicazioni introdotte dall'idea dell'assorbitore.  La lagrangiana che descrive una particella {\displaystyle p_{1}} sotto l'influenza di un potenziale simmetrico nel tempo generato da un'altra particella {\displaystyle p_{2}} è:
{\displaystyle L_{1}=T_{1}-{\frac {1}{2}}\left((V_{R})_{1}^{2}+(V_{A})_{1}^{2}\right)}
dove {\displaystyle T_{1}} è il funzionale dell'energia cinetica relativistica della particella {\displaystyle p_{1}}, e dove {\displaystyle (V_{R})_{j}^{i}} e {\displaystyle (V_{A})_{j}^{i}} sono, rispettivamente, i potenziali ritardati e anticipati di Liénard-Wiechert che agiscono sulla particella {\displaystyle p_{j}} dai campi elettromagnetici generati dalla particella {\displaystyle p_{i}} e agiscono sulla particella {\displaystyle p_{j}} . La lagrangiana corrispondente alla particella {\displaystyle p_{2}} è quindi: 
{\displaystyle L_{2}=T_{2}-{\frac {1}{2}}\left((V_{R})_{2}^{1}+(V_{A})_{2}^{1}\right).}
Usando un sistema di algebra computazionale prima, e metodi analitici poi è stato dimostrato che la differenza tra il potenziale ritardato della particella {\displaystyle p_{i}} che agisce sulla particella {\displaystyle p_{j}} e il potenziale avanzato della particella {\displaystyle p_{j}} che agisce sulla particella {\displaystyle p_{i}} è semplicemente una derivata totale rispetto del tempo:
{\displaystyle {\frac {dF}{dt}}=(V_{R})_{j}^{i}-(V_{A})_{i}^{j}}
vale a dire, una  "divergenza" nel linguaggio del calcolo delle variazioni. Essa, pertanto, non fornisce alcun contributo nelle equazioni di Eulero-Lagrange. Grazie a questo risultato il potenziale avanzato può essere eliminato; qui la derivata totale svolge la stessa funzione del campo libero.
La lagrangiana del sistema di N corpi è quindi: 
{\displaystyle L=\sum _{i=1}^{N}T_{i}-{\frac {1}{2}}\sum _{i\neq j}^{N}(V_{R})_{j}^{i}}
in cui i potenziali avanzati non danno alcun contributo. In aggiunta, la simmetria particella-particella è evidente in questa funzione lagrangiana, cioè la funzione lagrangiana è simmetrica rispetto allo scambio della particella {\displaystyle p_{i}} con la particella {\displaystyle p_{j}}.
Nel caso {\displaystyle N=2} questa funzione lagrangiana genera esattamente le stesse equazioni del moto di {\displaystyle L_{1}} e {\displaystyle L_{2}} e quindi preserva l'aspetto fisico del problema.
Pertanto, dal punto di vista di un osservatore esterno che osserva la versione relativistica del problema degli n corpi, tutto è causale. Solo se le forze che agiscono su un corpo in particolare sono isolate, i potenziali avanzati ricompaiano. A questo riguardo sono state trovate soluzioni numeriche al problema classico.
Questa riformulazione del problema ha un prezzo: la lagrangiana a N corpi dipende da tutte le derivati temporali delle curve tracciate da tutte le particelle vale a dire, lagrangiana è di ordine infinito. Tuttavia, molti progressi sono stati fatti esaminando la questione irrisolta della quantizzazione della teoria. Inoltre, questa formulazione recupera la Lagrangiana di Darwin da cui è stata derivata originariamente l'equazione di larghezza (utilizzato in chimica quantistica relativistica), ma senza i termini dissipativi.  In questo modo, è stato assicurato l'accordo tra teoria ed esperimento, con l'eccezione dell'effetto di Lamb.  Un importante premio dal loro approccio è la formulazione di un totale, conservato, canonico e generalizzato impeto, come presentato in un articolo comprensivo, alla luce del paradosso EPR.
Infine, Moore e Scott hanno mostrato che la reazione della radiazione può in alternativa essere ottenuta con l'idea che, in media, il momento dipolare netto sia pari a zero per una collezione di particelle cariche, evitando così le complicazioni della teoria dell'assorbitore.